# Parafia św. Maksymiliana Marii Kolbego w Kingston-Marsden
Parafia św. Maksymiliana Marii Kolbego w Kingston-Marsden – parafia rzymskokatolicka, należąca do archidiecezji Brisbane.
Przy parafii funkcjonuje katolicka szkoła podstawowa św. Franciszka.